# Македонско знаме (1945 – 1947)
 Тази статия е за следвоенния вестник.  За предвоенния  вижте Македонско знаме (1932 – 1934).  
„Македонско знаме“ е български вестник, излизал в София от 1945 до 1947 година, като орган на Македонския национален комитет.

## История
Първият брой на вестника излиза на 18 юли 1945 година. Главен редактор му е Христо Калайджиев.
Вестникът защитава съществуването на македонска нация.
Спира в 1947 година.